# Autoroute A27 (France)
Pour les articles homonymes, voir A27.
L'autoroute A27 relie Lille à la Belgique et se prolonge vers Bruxelles via l'A8. Elle fait partie du ressort de la Direction interdépartementale des Routes Nord et de l'E42 au niveau européen.

## Histoire
Le premier tronçon de l'autoroute entre l'autoroute A1 et Villeneuve-d'Ascq a été inauguré en 1970. Il appartient depuis à l'autoroute A22.

## Son parcours
Section non-concédée gérée par la DIR Nord et gratuite.
- Échangeur entre A22, RN 227 et A27 (échangeur des Quatre-Cantons) à 0 km : Lille, Paris (A1), Calais (A25), Tourcoing, Villeneuve-d'Ascq, Roubaix
  -  Début de l'autoroute A27
  -   Limitation à 90 km/h et 2 × 3 voies
- Échangeur entre A23 et A27 : Valenciennes, Saint-Amand-les-Eaux, Centre Routier, Denain (demi-échangeur ; de et vers Lille)
  -   Limitation à 110 km/h et 2 × 2 voies
- 3 Baisieux à 10 km : Baisieux (demi-échangeur ; de et vers Lille)
  -  Fin de l'autoroute A27 à 12 km

 France -  Belgique Frontière franco-belge
- Entrée sur le territoire belge :  A8 en direction de : Bruxelles, Liège, Tournai, Gand